# Criminels et Policiers
Criminels et Policiers est une collection française de romans policiers des éditions Tallandier active durant les années 1930.

## Liste des titres - première série
- 46 La Maison de l'inquiétude par Georges Sim, 1932
- 50 L'Épingle de cravate par Charles Vayre,1932
- 54 La Belle Maroussia par Charles Vayre,1932
- 59 Le Meurtre du Père Malicorne par Marcel Vigier, 1932
- 64 Matricule 12 par Georges Sim, 1932

## Liste des titres - seconde série
- 1 Une femme a disparu par  Charles Vayre & Robert Florigni, 1933
- 2 Le Studio de la mort violette  par Christiane Hubert et Harry Grey, 1933
- 3 L'Énigme des mains coupées par Jean Kéry, 1933
- 4 L'Homme au chapeau beige par J. Du Valbenoit, 1933
- 5 Le Mystère du Pont-Neuf par Pierre Lavaur, 1933
- 6 L'Énigmatique Affaire Mortimer par Pierre Olasso, 1933
- 7 La Femme rousse par Georges Sim, 1933
- 8 Un éclair dans la nuit par Georges De Puvenel 1933
- 9 De vie à trépas par Cécil Jorgefélice, 1933
- 10 La Dame au trèfle par Louise Morphy, 1933
- 11 Le Crime d'Éliane par Charles Vayre, 1933
- 12 Le Drame de la rue Gît-le-Cœur par Claude Valmont
- 13 La Disparition d'une étoile par Marcel Vigier, 1933
- 14 Le Château des sables rouges par Georges Sim
- 15 Le Crime du passage Vendôme par René Duchesne
- 16 L'Assassinat de M Darlet par Jean Kéry
- 17 Une étourdissante aventure par J.-L. Gaston Pastre, 1933
- 18 Le Fou n°15  par  Charles Vayre & Robert Florigni, 1933
- 19 Deuxième Bureau par Georges Sim, 1933
- 20 Le Troisième Pendu par Boisyvon, 1933
- 21 La Bouée d'amour par Annick Fleur, 1933
- 22 Le Mystère du Père-Lachaise par Lagorio, 1933
- 23 L'Escalier en spirale par Mary Roberts Rinehart, 1933
- 24 L'As des reporters par Ch.-Roger Dessort, 1933
- 25 Le Secret du vieux Rombard par Henri Bussières, 1933
- 26 L'Affaire Brulard par Jean Bouvier, 1934
- 27 Une étrange disparition par A.-K. Green, 1934
- 28 Le Vampire de Clichy par  Charles Vayre & Robert Florigni, 1934
- 29 La Confédération du défi par Paul Braydunes, 1934
- 30 La Main et la Bague par A.-K. Green, 1934
- 32 La Trente-quatrième Chambre par Herman Landon, 1934
- 33 Vif-Argent, reporter par Jean Daye, 1934
- 34 Le Secret du squelette par Jean Kéry, 1934
- 35 Vamp par Charles Vayre, 1934
- 36 Les Masques bleus par Henri-J. Magog